# Wennmacher
Wennmacher ist ein deutscher Familienname.

## Herkunft und Bedeutung
Wennmacher ist ein Berufsname und eine Nebenform von Wannmacher.

## Namensträger
- Rita Wennmacher (* 1939), luxemburgische Autorin und Journalistin

## Varianten
- Wannmacher, Wannemacher und Wannenmacher, deutsche Varianten des Familiennamens
- Wanamaker und Wannamaker, amerikanische Varianten des Familiennamens